# Fritz Schirrmacher
Fritz Schirrmacher (* 13. März 1893 in Bartenstein; † 6. April 1948 in Hamburg) war ein deutscher Maler und Zeichner der „Verschollenen Generation“

## Leben und Werk
Fritz (Friedrich Wilhelm) Schirrmacher machte in Bartenstein eine vierjährige Ausbildung zum Dekorationsmaler. Nach der Teilnahme am Ersten Weltkrieg ging er nach Berlin und dann nach Hamburg. Dort studierte er von 1919 bis 1927 bei Julius Wohlers und Willy von Beckerath an der Landeskunstschule. Anschließend unternahm er eine Studienreise nach Westafrika.
Ab 1925 beteiligte er sich in Hamburg an einer bedeutenden Anzahl von Ausstellungen, insbesondere an denen des Kunstvereins Hamburg. 1930 bezog er zusammen mit den Bildhauern Herbert (Meyer) Mhe (1891–1952), Richard Haizmann, Carl Schümann, Paul Henle und dem Maler Otto Thämer ein Atelierhaus am Harvestehuder Weg 5. Die Stadt Hamburg erwarb 1931 Schirrmachers Gemälde Zwei Masken und 1933 Im Café. 1933 wurde Schirrmacher Mitglied der Hamburgischen Künstlerschaft, dann des Hamburger Künstler Vereins von 1832. Bei Schirrmacher übte der spätere Maler Hansen-Bahia „die Sonntagsmalerei“. Bevorzugte Themen Schirrmachers waren die Darstellungen einfacher Leute sowie Figurenbilder aus dem Milieu St. Paulis.
1932/1933 hatte Schirrmacher eine Einzelausstellung in der Kunstsammlung der Stadt Königsberg. In der Zeit des Nationalsozialismus war Schirrmacher Mitglied der Reichskammer der bildenden Künste. Er war in dieser Zeit an mindestens sieben Ausstellungen beteiligt. Einige Bilder Schirrmachers galten den Nationalsozialisten, offenbar wegen ihres expressiven Stils und ihres sozialpolitischen Engagements, als „entartet“, und 1937 wurden im Rahmen der deutschlandweiten konzertierten Aktion „Entartete Kunst“ aus der Kunsthalle Hamburg sechs davon beschlagnahmt und vernichtet.
Von 1942 bis 1943 studierte Schirrmacher in der Sonderklasse für Wandmalerei bei Otto Brand an der Hansischen Hochschule Hamburg.

## Rezeption
„Nach einer frühen expressionistischen Schaffensphase, in der Holzschnitte zu Märchen von Hauff, Grimm und Tausendundeiner Nacht entstanden, wandte sich der Künstler der Gestaltung innerer Bilder zu. So malte er etwa die Weite und Schwere der Ostpreußischen[sic] Landschaft, die er in der Jugend erlebt hatte. Seine Arbeiten charakterisiert ein Dualismus von Wirklichkeitsnähe und phantastischer Mystik, die er in schroffen Gegensätzen bildkünstlerisch vereint.“

## Werke (Auswahl)

### 1937 als „entartet“ beschlagnahmte und vernichtete Werke
- Kaffeehaus (Aquarell)

- Kalif Storch (Holzschnitt)

- Schneewittchen (Holzschnitt)

- Der weiße Wolf (Holzschnitt)

- Das Wasser des Lebens (Holzschnitt)

- Don Quichote (Holzschnitt)

### Tafelbilder (Auswahl)
- Stillleben mit Spielzeug und Zeitung (Öl auf Leinwand, 71 × 86 cm, 1930; Museum Kunst der Verlorenen Generation, Salzburg)[5]
- Mädchen vor dem Weihnachtsbaum (Öl auf Leinwand, 66 × 66 cm)[6]

### Zeichenkunst (Auswahl)
- Männerporträt. „Einer der etwas zu sagen hat.“ (Pastell, 35 × 26 cm, 1923)[7]
- Der Mann aus der Kanzlei (Pastell, 15,7 × 10,9 cm)[8]
- Vor und hinter den Hausmauern (Farbige Kreide, teils gewischt, und Collage auf Velin, 60 × 43 cm, 1946)[9]
- Der Leierkastenmann (Schwarze und farbige Kreiden auf Velin, 47,6 × 30,6 cm, 1922)[10]